# Newtonov zakon gravitacije
Newtonov zakon gravitacije ili opći zakon gravitacije iskazuje da se svaka dva tijela privlače uzajamno silom koja je proporcionalna (u skladu) umnošku njihovih masa, a obrnuto proporcionalna kvadratu njihove međusobne udaljenosti:
{\displaystyle F=G\cdot {\frac {m_{1}\cdot m_{2}}{r^{2}}}}
gdje je:
- F - uzajamna sila privlačenja između dva tijela (kg), i vrijedi F = F1 = F2,
- G - univerzalna gravitacijska konstanta koja otprilike iznosi 6,67428 × 10−11 N m2 kg−2,
- m1 - masa prvog tijela (kg),
- m2 - masa drugog tijela (kg), i
- r - međusobna udaljenost između središta dva tijela (m).

## Isaac Newton
Prva teorija gravitacije započinje 1687., kada je Isaac Newton objavio svoje glavno djelo Matematička načela prirodne filozofije (Philosophiae naturalis principia mathematica). Newton temelji svoja razmatranja na osnovu Keplerovih zakona:
- Prvi Keplerov zakon: planeti se gibaju u elipsama oko Sunca koje se nalazi u jednom njihovom žarištu,
- Drugi Keplerov zakon: radijus-vektor (provodnica) povučen od Sunca do planeta u jednakim vremenima prelazi jednake površine,
- Treći Keplerov zakon: kvadrati obilaznih vremena planeta proporcionalni su kubovima velikih osi njihovih eliptičnih putanja.

Newton je zamišljao da bi se Zemljina sila gravitacije morala protezati do Mjeseca. Ako se računa kolika ta privlačna sila Zemlje mora biti da Mjesec prisili na njegovu (približno) kružnu stazu, izlazi da je privlačna sila obrnuto proporcionalna kvadratu udaljenosti od Zemljina težišta. Prenoseći taj rezultat na sva nebeska tijela, Newton postavlja svoj Newtonov zakon gravitacije. Pri tome se masa nebeskog tijela zamišlja koncentrirana u točki. Newton dokazuje da tijelo sa sferno simetričnim rasporedom mase (a takva su približno sva nebeska tijela) djeluje kao da je sva njegova masa koncentrirana u njegovu središtu.
Iz Općeg zakona gravitacije dobiveni su matematički izrazi za Keplerove zakone, pa tako treći Keplerov zakon za dva planeta točnije glasi:
{\displaystyle {\frac {a_{1}^{3}}{a_{2}^{3}}}\ ={\frac {T_{1}^{2}\cdot (M+m_{1})}{T_{2}^{2}\cdot (M+m_{2})}}\ }
gdje su: a1, a2 - velike osi putanja tih planeta, T1, T2 - ophodna vremena tih planeta, a m1, m2 - mase tih planeta, koje su malene prema M - masa Sunca. Ako se mase m1, m2 zanemare prema M, posljednji razlomak je jednak 1, pa izlazi treći Keplerov zakon u izvornom obliku:
{\displaystyle {\frac {a^{3}}{T^{2}}}=k}
Uzme li se u obzir djelovanje međusobnog privlačenja planeta (račun smetnji ili pertubacija), dobiva se izuzetno točno slaganje s astronomskim opažanjima. Tako je na temelju nepravilnosti u gibanju planeta Urana računom smetnji određeno mjesto novog planeta. Taj su račun nezavisno izvršili Francuz Urban Le Verrier (1811. – 1877.) i Englez John Couch Adams (1819. – 1892.). Na temelju toga našao je Johann Gottfried Galle (1812. – 1910.) taj planet 1846., koji je dobio ime Neptun. 
Račun smetnji, među ostalima, pokazuje da se eliptična putanja planeta Merkur mora polagano okretati oko Sunca, u istom smjeru u kojem Merkur obilazi Sunce. Taj račun smetnji daje zakretanje za otprilike 532 lučne sekunde u stoljeću, ali opažanja daju zakretanje koje je za 43 lučne sekunde veće. To maleno razilaženje između Newtonove teorije gravitacije i astronomskih opažanja objašnjava tek Einsteinova Opća teorija relativnosti. 

## Povijest
Od prapovijesti čovjeku je poznato djelovanje Zemljine gravitacije. Predmet koji čovjek drži na dlanu, gura ruku prema dolje. Ako se predmet ispusti iz ruke, on pada sve većom brzinom prema tlu. Starogrčki filozofi tu silu gravitacije nisu dovodili u vezu s nebeskim tijelima. Aristotel (384. pr. Kr. - 322. pr. Kr.) je smatrao da zvijezde imaju svoje prirodno gibanje. Na Zemlji predmeti padajući traže svoje prirodno mjesto, a da bi se tijelo gibalo stalnom brzinom, treba neka stalna sila. 
Tek je Galileo Galilei (1564. – 1642.) u svome djelu Razgovori i matematički dokazi o dvjema novim naukama u vezi s mehanikom (tal. Discorsi e dimostrazioni matematiche intorno due nuove scienze attenenti alla meccanica, 1638.) dao zakon tromosti ili inercije i pokazao da Zemljina gravitacija uzrokuje stalno (konstantno) ubrzanje tijela koja padaju, neovisno od njihove mase. S obzirom na objašnjenje gibanja planeta, vladala je geocentrična teorija koja se služila zamisli da nebeske sfere se okreću oko nekih osi (Pitagora (oko 582. - oko 496. pr. Kr.) i Aristotel) i epiciklima (Klaudije Ptolemej (iza 83. – 161. n.e.)), svodeći na taj način sva gibanja nebeskih tijela na gibanja po kružnici. 
Geocentrička teorija se održala sve do Nikole Kopernika (1473. – 1543.), koji je izgradio heliocentrični sustav, za koje je Galilej postavio uvjerljive činjenice. Već je Aristarh sa Samosa (310. pr. Kr. - oko 230. pr. Kr.) postavio teoriju o heliocentričnom sustavu, no ona nije bila prihvaćena 18 stoljeća. Da je gibanje planeta oko Sunca uvjetovano privlačenjem Sunca, naslućivao je već Johannes Kepler (1571. – 1630.), no on je mislio da bi ta sila trebala biti obrnuto proporcionalna s udaljenošću. Da je gravitacijska sila obrnuto proporcionalna s kvadratom udaljenosti, izreklo je više znanstvenika prije Newtona, posebno je Robert Hooke (1635. – 1703.) u jednom pismu predstavio Newtonu i prije nego što je 1687. objavljen Newtonov zakon gravitacije. Tek je Newton to dokazao i utvrdio istovjetnost sa Zemljinom gravitacijom. 

## Einsteinova teorija gravitacije
Prema Einsteinevoj Posebnoj teoriji relativnosti nijedno se djelovanje, odnosno signal, ne može prenositi brže od brzine svjetlosti, pa je stoga Newtonova teorija gravitacije u neskladu s posebnom teorijom relativnosti. Prema Newtonovoj teoriji, planet u svom obilasku oko Sunca opisuje elipsu koja miruje u koordinatnom sustavu Sunca usmjerenom prema dalekim svemirskim objektima. Prema Općoj teoriji relativnosti, ta se elipsa polako okreće u svojoj ravnini. Točnije rečeno, planet zapravo opisuje krivulju poput rozete. To se očituje tako da se Suncu najbliža točka staze ili perihel, pomalo pomiče. Taj je pomak to veći što je planet bliži Suncu, i to se točnije može odrediti što je veći eskcentricitet elipse (omjer udaljenosti žarišta elipse od središta prema velikoj poluosi). Od Sunčevih planeta Merkur je najbliži Suncu i ima najveći iznos eskcentriciteta elipse 0,2056, za Veneru je 0,0068 a za Zemlju 0,0167. Stoga je pomicanje Merkurova perihela najveće i može se najtočnije odrediti. Prema Općoj teoriji relativnosti treba da iznosi 575 lučne sekunde u stoljeću (to je maleni kut pod kojim se vidi kovani novčić na udaljenosti od otprilike 100 metara). 
Prema klasičnoj Newtonovoj teoriji, kut pomicanja Merkurova perihela bi bio 0 (nula) kada bi Merkur bio jedini planet. No, zbog smetnji drugih planeta, najviše Venere, Zemlje i Jupitera, trebalo bi i prema Newtonovoj teoriji nastati pomicanje Merkurova perihela, otprilike za 532 lučne sekunde u stoljeću. No, opažanja daju više, pa vrijednost razilaženja opažanja i klasičnog računa, uzevši u obzir sve potrebne korekcije, iznosi 43,11 ± 0.45", što se izvrsno slaže sa spomenutim iznosom koji zahtijeva Einstinova teorija. Pri tom se smetnje drugih planeta računaju prema Newtonovoj teoriji, jer bi njihova relativistička korekcija bila reda veličine 0,0001 lučnih sekundi u stoljeću, što dakako izmiče mogućnosti opažanja. Za Veneru i Zemlju rezultati opažanja se dobro slažu s Einstinovom teorijom, dok je relativistički pomak perihela za ostale planete premalen, a da bi se dao pouzdano izmjeriti.

### Otklon zrake svjetlosti u gravitacijskom polju Sunca
Prema Einsteinevoj teoriji gravitacije, Sunce djeluje na fotone svojom privlačnom silom gravitacije kao i na svaku drugu česticu. Prolazi li svjetlost s neke zvijezde kraj Sunca, ona će se otkloniti za neki maleni kut. Ako se promatra zvijezda koja je na nebu blizu Sunca, oko će je vidjeti u produljenju otklonjene zrake svjetlosti i zato će izgledati kao da je zvijezda nešto odmaknuta od Sunca. Ako zraka prolazi sasvim blizu Sunca, kut otklona može biti do 1,75 lučnih sekundi. Otklon se mjeri pri pomrčini Sunca, kad je glavnina snažne Sunčeve svjetlosti zaklonjena. Prvi puta je to mjerenje izvršeno 29. svibnja 1919., čime je bila potvrđena Einsteineva teorija relativnosti.

## Zakon gravitacije i gibanje tijela
Pojave u prirodi tumače se međudjelovanjima (interakcijama). Newtonov zakon gravitacije je u stvari matematički opis gravitacijske sile ili gravitacijske interakcija - sile kojom se uzajamno privlače dvije mase. Dok su Keplerovi zakoni opisivali način gibanja planeta, Newtonov zakon gravitacije je pomogao da se rastumači zašto se planeti gibaju baš tako kako se gibaju. Newton je zakon izveo na temelju praktičnog iskustva i teorijskih razmatranja tadašnje fizike i astronomije, uključivši Keplerove zakone. Obratno, matematičkim se putem iz Newtonov zakon gravitacije dadu izvesti Keplerovi zakoni. Ali ne samo to. U prirodi ima gibanja mnogo složenijih od gibanja pojedinog planeta oko Sunca. Već je gibanje planetoida i kometa složenije od gibanja planeta. Isto je tako složenije gibanje množine zvijezda u jednom skupu zvijezda, ili zvijezda jedne galaktike, a sva su ona uvjetovana Newtonovom silom. Stoga je Newtonov zakon gravitacije mnogo općenitiji i pristaje cijelom svijetu. 
Newtonov zakon gravitacije matematički izražava veličinu sile F kojom se na razmaku r privlače dva tijela s masama M i m:
{\displaystyle F=G\cdot {\frac {M\cdot m}{r^{2}}}\ }
Svojstva te sile su sljedeća. Ona je uzajamna, privlačna i centralna sila. Uzajamna je zato što jednakom silom kojom tijelo mase M privlači masu m, privlači i tijelo mase m masu M. Centralna je zato što je usmjerena od jedne mase prema drugoj. Nadalje, sila je razmjerna masi svakog tijela posebno, a njezina veličina opada obrnuto razmjerno s kvadratom udaljenosti. Ako se razmak tijela udvostruči, sila se smanji četiri puta; ako se utrostruči, smanji se devet puta.
Konstanta G (univerzalna gravitacijska konstanta) je konstanta razmjernosti i prema mjerenjima iznosi otprilike 6.67428 ∙ 10−11 N m2 kg−2. Tijela obično predstavljamo malim kuglama, no zakon treba primjenjivati na točkasta tijela (tijela sažeta u materijalne točke). Ako tijela nisu točkasta, već proširena, tada je ukupna sila između njih jednaka zbroju svih sila između svake dvije materijalne točke. Stoga gravitacijsko polje oko stvarnog (realnog) tijela znade biti veoma složeno.

### Slobodni pad
Gravitacijska sila uzrok je gibanjima i promjeni stanja gibanja. U polju gravitacije tijela se gibaju ubrzano. Zato se u ubrzanju tijela odražavaju svojstva gravitacijske sile. Ubrzanje ili akceleracija nekog malenog tijela mase m koje se nalazi u polju sfernog tijela mase M, prema 2. Newtonom zakonu gibanja ili temeljnom zakonu gibanja glasi:
{\displaystyle F=m\cdot g}
Konstanta razmjernosti između sile i ubrzanja je masa ubrzavanog tijela. Na tijelo mase m djeluje Newtonova sila, jer se ono nalazi u gravitacijskom polju koje okružuje masu M. Izjednačavanjem gornjih izraza dobiva se:
{\displaystyle g=G\cdot {\frac {M\cdot m}{r^{2}}}\ }
To je ubrzanje (akceleracija) tijela mase m u gravitacijskom polju mase M, na daljini r od mase M. Ubrzanje ili akceleracija ima ujedno dimenziju jakosti gravitacijskog polja; jakost gravitacijskog polja omjer je gravitacijske sile i ubrzavane mase. Uobičajeno je da se slobodni pad (ili gibanje kosinom) uzima kao primjer jednolikog ubrzanog gibanja (gibanja sa stalnim ubrzanjem). Pritom se pretpostavlja da nema otpora zraka ili trenja. No gornji matematički izraz treba uzimati s oprezom. Ako i nema otpora, tijelo će se gibati stalnim ubrzanjem samo na veoma malom dijelu puta, na onom dijelu na kojemu se r vrlo malo mijenja. Prema tome, slobodni pad se može uzimati kao primjer jednoliko ubrzanog gibanja jedino kod malih visina pada. Ako je ubrzanje stalno, put s prevaljen u smjeru ubrzanja za vrijeme t jednak je:
{\displaystyle s={g \over 2}\cdot t^{2}}

### Kruženje satelita
Isaac Newton je shvatio da je kružno gibanje sastavljeno od dviju komponenti, od gibanja stalnom brzinom po pravcu i od jednoliko ubrzanog gibanja sa smjerom prema središtu kruženja. Kad ne bi bilo privlačenja, tijelo bi jednolikom brzinom vk odmicalo po pravcu i za vrijeme t prešlo put vk∙t. No istodobno, zbog gravitacijskog privlačenja, tijelo pada prema centru i u tom padu, u vrijeme t, prevali put gt2/2. Ako tijelo ipak ostaje na kružnici, mora biti da ono u vrijeme t za toliko odmakne od kružnice za koliko ujedno i padne na kružnicu! Taj proces prisutan je na svakom mjestu kružnice, na svakom ma kako malom odsječku puta. Ako bi brzina gibanja v bila manja od brzine kruženja vk, to tijelo bi zbog slobodnog pada prišlo centru Zemlje više nego što bi se u jednolikom gibanju po pravcu od nje odmaknulo, pa bi tako prelazilo s kružnice većeg polumjera na kružnicu manjeg polumjera, te bi u spirali napokon palo na Zemlju. 
Prisilimo li neko tijelo da se na vrtuljku giba brzinom v, tada ono u smjeru prema centru ima ubrzanje g (centripetalno ubrzanje). Između brzine gibanja v po kružnoj stazi polumjera r i centripetalne akceleracije g postoji veza:
{\displaystyle g={\frac {v^{2}}{r}}}
Giba li se tijelo po kružnici i pojačamo li centripetalnu silu, porast će i ubrzanje i brzina. No ako je sila privlačenja gravitacijska, a u centru gibanja nalazi se masa M, tada je centripetalna akceleracija posve određena i jednaka izrazu:
{\displaystyle g=G\cdot {\frac {M}{r^{2}}}\ }
Tim uvjetom se za dani polumjer staze od svih mogućih centripetalnih ubrzanja odabire samo jedno ubrzanje (akceleracija), a njoj odgovara samo jedna, posve određena brzina. Izjednačavanjem gornjih dvaju izraza, dobivamo:
{\displaystyle v=v_{k}={\sqrt {\frac {G\cdot M}{r}}}}
Za Zemlju (M = 6 ∙1024 kg) brzina kruženja ili orbitalna brzina na samoj površini (r = 6 378 km) iznosila bi 7 910 m/s ili 7.91 km/s. Ta se brzina zove i prvom kozmičkom brzinom. Na svakoj drugoj razini iznad površine Zemlje brzina kruženja ima drugu vrijednost.

### Oslobađanje satelita
Što se događa kada se brzina satelita poveća iznad brzine kruženja vk. Svaka veća brzina dovest će do izduženja staze (putanje). Kružnica prelazi u elipsu, a elipsa malog ekscentriciteta prelazi u elipsu većeg ekscentriciteta. Kada staza postane parabola, tijelo će napustiti Zemljinu blizinu i slobodno odletjeti u međuplanetarni prostor. Tada imamo brzinu oslobađanja vo ili drugu kozmičku brzinu. Tijela mogu biti međusobno vezana, ili slobodna. Tijelo je vezano i čini jedan fizički sustav sustav sa Zemljom kada leži na njoj ili se giba oko nje zatvorenom putanjom. Općenito, tijelo ima i kinetičku energiju i gravitacijsku potencijalnu energiju (energiju položaja u gravitacijskom polju). Potencijalna energija Ep mase m u okolini mase M jednaka je:
{\displaystyle E_{p}={\frac {-G\cdot M\cdot m}{r}}}
Dogovorom je potencijalnoj energiji pridijeljen negativan predznak. Vidimo da je na manjoj udaljenosti r potencijalna energija negativnija nego na većoj udaljenosti. S povećanjem razmaka potencijalna energija poprima manje negativnu vrijednost, a na beskonačnoj udaljenosti iznos joj padne na nulu. U stvari, relativno najveću vrijednost ima potencijalna energija na najvećoj udaljenosti; to je smisao negativnog predznaka. U strogom značenju tijelo je slobodno kada se nalazi na neizmjernoj udaljenosti od Zemlje. S obzirom na to da Zemlja nije sama u svemiru, već je svemirsko gravitacijsko polje složeno od mnogih pojedinačnih, tijelo će se uvijek nalaziti pod njihovim utjecajem. Zato je i pitanje slobode više praktičko pitanje: na velikim udaljenostima od Zemlje tijelo se nalazi u slobodnom stanju. Omjer gravitacijske potencijalne energije i mase m, dakle izraz - GM/r, zove gravitacijski potencijal. 
Zamislimo postupak oslobađanja tijela u slučaju kada je tijelo na početku mirovalo na Zemlji, a na kraju mirovalo na praktički beskonačnoj udaljenosti od Zemlje. Kako je kinetička energija u takvom slučaju i na početku i na kraju postupka jednaka nuli, to će tijelo morati premostiti razliku potencijalne energije Ep koja postoji između površine Zemlje i beskonačne udaljenosti. Promjena energije jednaka je konačnoj vrijednosti manje početna vrijednost. Budući da se energija ne može ni stvoriti niti izgubiti (zakon očuvanja energije), treba je preuzeti iz kinetičke energije Ek, tijelo treba odaslati sa Zemlje s nekom početnom brzinom vo:
{\displaystyle (E_{p}+E_{k})_{Z}=(E_{p}+E_{k})_{s}\,}
{\displaystyle {\frac {1}{2}}m\cdot v_{o}^{2}+{\frac {-G\cdot M\cdot m}{r}}=0+0}
Tijelo mora krenuti s brzinom oslobađanja vo:
{\displaystyle v_{o}={\sqrt {\frac {2\cdot G\cdot M}{r}}}}
Postupak se može odvijati i u suprotnom smjeru. Pri slobodnom padu od beskonačnosti do daljine r razlika potencijalne energije prelazi u kinetičku, i brzina vo koju tijelo ima ovisi o udaljenosti r od centra privlačenja mase M. To znači da bi tijelo u slobodnom padu palo do nekog položaja r s istom onom brzinom s kojom se s tog položaja u gravitacijskom polju mora osloboditi. Brzina oslobađanja sa Zemlje iznosi 11.2 km/s i naziva se još drugom kozmičkom brzinom. Želimo li tijelo koje već kruži oko mase M osloboditi, trebat će mu do brzine oslobađanja dodijeliti manju energiju nego kad je ležalo na Zemlje. Brzinu tijela treba povećati od vk do vo, ustvari kinetičkoj energiji treba dodati iznos G M m / 2 r; dakle, tijelu treba dovesti još toliko kinetičke energije koliko kinetičke energije već ima. Na takav se način postupa s svemirskim letjelicama koje se otpremaju na planete. One se najprije lansiraju u putanju oko Zemlje, gdje je bezzračni prostor, a onda se u odabranom trenutku ponovo pale raketni motori, raketa postiže brzinu oslobađanja i usmjeruje letjelicu prema cilju. 

### Gibanje umjetnih satelita
Umjetni sateliti se lansiraju u putanje koje imaju različite ekscentricitete. Brzina kojom se gibaju ovisi o položaju na putanji. Na većim udaljenostima od Zemlje brzina kruženja vk manja je od 7.9 km/s. Na slici je nekoliko oblika putanje satelita koji prolaze točkom koja je na nekoj visini od površini Zemlje. Točka najbliža Zemlji na toj putanji zove se perigej, a točka najveće udaljenosti apogej. Putanja C je kružnica i satelit se giba sa stalnom brzinom, s brzinom kruženja za tu daljinu. Staza D je eliptična. S približavanjem perigeju satelit postiže najveću brzinu, koja je veća od brzine kruženja na tom mjestu; da je jednaka brzini kruženja, satelit bi se gibao kružnicom. Eliptičnu putanju D ima umjetni satelit koji se giba brzinom većom od brzine kruženja, a manjom od brzine oslobađanja. 
Po nekim osobinama gibanje umjetnih satelita razlikuje se od gibanja prirodnih satelita. Najveća je razlika u tome što je masa umjetnih satelita sasvim zanemariva prema masi Zemlje. Osim Zemlje, na putanju satelita utječu i Mjesec i Sunce. Zato se satelit giba u složenom gravitacijskom polju. Ni sama Zemlja nema jednostavno gravitacijsko polje kakvo ima točkasta masa jer je spljoštena na polovima, odnosno ispupčena na ekvatoru, a osim toga, unutar već složenog oblika, materija nije jednoliko raspoređena. Mase su različito raspoređene u području mora i kopna. Veću gustoću imaju slojevi tla koji se nalaze ispod oceana, manju slojevi ispod kopna. Putanja satelita stalno se poremećuje, neprestano se mijenjaju orbitalni elementi satelita, te se ta poremećenja upravo dadu iskoristiti da bi se ocijenio oblik Zemlje i raspored masa. Podaci dobiveni nakon analize gibanja satelita nadopunjuju podatke dobivene neposrednim geodetskim premjerima Zemlje i gravimetrijskim mjerenjima (mjerenjima ubrzanja sile teže).
Drugi uzrok koji dovodi do stalne promjene putanje Zemljina umjetnog satelita je otpor Zemljine atmosfere. Atmosfera postoji i na vrlo velikim visinama, makar i rijetka, pa se njezin utjecaj osjeti nakon nekog vremena. Jasno je da je utjecaj jači u nižim dijelovima putanje, dok je satelit blizu perigeja. Satelit gubi energiju, apogej se približava Zemlji i putanje se zaobljuje. Elipsa prelazi u kružnicu, a čitava se putanja smanjuje i približava Zemlji. Satelit tone sve dublje i spiralno ulazi u gušće dijelove atmosfere gdje izgara, a katkada pokoji njegov dio dospijeva i do tla. 